# Puig d'en Galileu
El puig d'en Galileu és una muntanya de Mallorca que pertany al municipi d'Escorca. Té una alçada de 1182 m i està situada al nord del puig de Massanella. Forma part de la finca pública de Son Macip-sa Mola, propietat del Consell de Mallorca i s'hi accedeix a partir de l'etapa 6 de la Ruta de Pedra en Sec.
Als vessants del puig d'en Galileu podem trobar algunes cases de neu, construccions destinades a emmagatzemar neu i produir gel, que estigueren actives fins a principis del segle xx. En són exemple la casa de neu de Son Macip, situada al vessant nord o la casa de Neu d'en Galileu, a ponent del cim, sota l'esperó de sa Mola, ambdues restaurades pel Consell de Mallorca. El cim, està desproveït de vegetació i permet l'observació d'una part important de Mallorca, especialment de les badies de Pollença i Alcúdia. Al seu voltant s'observen extensos carritxars i la vegetació característica de la muntanya mallorquina, com ara els coixinets o alguns teixos i rotabocs, arbres de distribució reduïda, que han augmentat la seva presència, gràcies a diverses campanyes de repoblació.

## Principals accessos
- Des del Coll de la Batalla per Comafreda.[2]
- Des de Son Macip, prop d'Escorca (Carretera Ma-10 - km 22,800) o Lluc, per les Voltes d'en Galileu.[3]
- Des de l'embassament de Cúber, pel GR 221 passant pel coll des Prat.[3]